# مصطفی فهیم
مصطفی فهیم (انگلیسی: Mustapha Fahim؛ 1938 – ۲۰۰۵ (۶۶−۶۷ سال)) بازیکن فوتبال اهل مراکش بود.
وی همچنین در تیم ملی فوتبال مراکش بازی کرده‌است.